# Isotiocianato di fluoresceina
La fluoresceina isotiocianato (FITC) è il più comune derivato della fluoresceina. Essa è un composto organico fluorescente dotata di un gruppo isotiocianato (-N=C=S) molto reattivo.
Questo composto trova impiego in biologia in quanto il gruppo isotiocianato lega la fluoresceina ai gruppi amminici e solfidrilici delle proteine permettendone la visualizzazione in fluorimetria.
Il picco di assorbimento della FITC è all'incirca a 495 nm mentre quello di emissione in fluorescenza è sui 521 nm.
Come molti altri fluorofori anche la fluoresceina isotiocianato è soggetta al fotobleaching, motivo per cui sono state sintetizzate altre molecole più stabili come Alexa 488 e DyLight 488, che sono tuttora più utilizzate.